# San Benedicto
San Benedicto is een Mexicaans eiland behorend tot de Revillagigedo-eilanden. Het eiland heeft een oppervlakte van 10 km². Het eiland ligt ongeveer 600 kilometer ten westen van de staat Colima, waartoe zij behoort, en 386 kilometer ten zuiden van Kaap San Lucas.
Het eiland bereikt een hoogte van 310 meter, de top van de vulkaan Bárcena. De laatste keer dat deze vulkaan uitbarstte was in 1952.
San Benedicto werd in 1542 ontdekt door de Spanjaard Ruy López de Villalobos, die op zoek was naar de Specerijeilanden. Hij noemde het eiland Anublada.